# 4768 Hartley
4768 Hartley è un asteroide della fascia principale del diametro medio di circa 36,63 km. Scoperto nel 1988, presenta un'orbita caratterizzata da un semiasse maggiore pari a 3,1822372 UA e da un'eccentricità di 0,2329032, inclinata di 20,04966° rispetto all'eclittica.
L'asteroide è dedicato all'astronomo britannico Malcolm Hartley.